# Nora Volkow
Nora Volkow née le 27 mars 1956 à Mexico est une psychiatre et neuroscientifique américaine d'origine mexicaine spécialisée dans l'addictologie.

## Biographie
Elle est directrice du National Institute on Drug Abuse aux États-Unis (NIDA) depuis 2003. Dr. Volkow dirigeait auparavant la recherche médicale au Laboratoire national de Brookhaven dans l'État de New York, où elle travaillait après sa résidence en psychiatrie à l'université de New York et son doctorat en médecine à l'université nationale autonome de Mexico. 
Étudiante, elle découvre les scanners TEP et se fascine pour l'imagerie cérébrale. 
Lors de travaux novateurs en imagerie cérébrale, elle a mis en évidence des mécanismes de l'addiction et a montré que des modifications physiologiques sont visibles dans le cerveau des toxicomanes. Ses recherches ont révélé notamment des modifications du circuit de la récompense affectant le cortex préfrontal, la prise de drogue inhibant les zones impliquées dans la réflexion et la motivation. Elle a aussi contribué à la recherche sur l’obésité, le vieillissement et sur les troubles du déficit de l'attention avec ou sans hyperactivité. Ses recherches se concentrent sur la dopamine dans les cas d'addiction.
Une de ses expériences a consisté à projeter, devant des sujets dépendants à la cocaïne, un film montrant des personnes consommant de la cocaïne, ce qui permit de mettre en évidence la propagation de dopamine à la seule idée de consommer le produit addictif. Ses recherches démontrent que les personnes sevrées restent sujettes à une activité instable de la dopamine dans leur système nerveux, et que ce sont le plus souvent ces pathologies cérébrales qui mènent à des situations d'addiction. Selon elle, les sujets de l'addiction et des traitements antalgiques sont intrinsèquement liés, du moins aux États-Unis où la prescription aux anti-douleurs est très courante.
Elle est lauréate du prix international de l'INSERM en 2009.
Elle est l'arrière-petite fille du révolutionnaire russe Léon Trotski et petite-fille de Zinaïda Volkova.
Elle est mariée à Stephen Adler, un chercheur à l'Institut national du cancer.